# Jean-Louis Janin Daviet
Pour les articles homonymes, voir Daviet.
Jean-Louis Janin Daviet, né en 1963 à Faverges-Seythenex, est un consultant, scénographe et chargé de conservation de musée.

## Biographie
Après avoir fait des études de commerce international à Grenoble et des études d'histoire de l'art, il commence sa carrière en 1990 chez Villeroy & Boch au département des Arts de la Table et Luxe,.
Il devient par la suite délégué régional dans le Grand-Est du groupe Christie's.
Arrivé à Lunéville en 2002, il crée le groupe Terre d'Est en 2006 (comprenant plusieurs manufactures de faïence ou cristallerie, dont Niderviller, Portieux ou Lunéville Saint-Clément), et en devient notamment le directeur artistique et marketing. Son groupe, perpétuant un savoir-faire emblématique de la Lorraine, est récompensé par le label Entreprise du patrimoine vivant,. Il prend aussi la direction d'un collectif de 16 manufactures, nommé « Lorraine terre de luxe ».
Au début des années 2010, il crée le musée de l'ébénisterie à la manufacture Henryot, à Liffol-le-Grand, et dirige une agence nommée 2J2D, spécialisée dans le marketing et la création.
Devenu chargé des affaires culturelles à la ville de Lunéville, il crée le musée de l'hôtel abbatial, qui présente ses premières expositions en 2016, et est inauguré après une grande rénovation en avril 2019,. Il le présente comme le premier musée participatif de France,.
Il est nommé chevalier des Arts et des Lettres par Frédéric Mitterand.

## Vie privée
Il est marié et père d'un fils.

## Expositions
- 2005 : « Les 300 ans des cristalleries de Portieux », collection éphémère au Château d'Haroué[10].
- 2012 : « 12 designers pour 12 manufactures », au Centre Pompidou-Metz et Musée des Beaux-Arts de Nancy[11],[12].
- 2013 : « Epure », au Château de Lunéville[13].
- 2015 : « Mémoire de voyage en Chine », dans la tour de l'Église Saint-Jacques de Lunéville[14].
- 2016 : « Stanislas Leszczynski et les siens » au musée de l'hôtel abbatial et dans la tour de l'Église Saint-Jacques de Lunéville, exposition labellisée "Commémorations nationales" par le Ministère de la Culture[15],[16].
- 2017 : « Emilie du Châtelet » au musée de l'hôtel abbatial[15].
- 2018 : « 1914/1918 » au musée de l'hôtel abbatial[15],[17].
- 2019 : « Baroque intemporel » à Abbaye des Prémontrés de Pont-à-Mousson[18],[19].
- 2019 : « Regard d'Afrique » au musée de l'hôtel abbatial[20].
- 2019-2020 : « Voltaire chez lui... » au musée de l'hôtel abbatial[21].
- 2020-2021 : « Parc des lumières, Voltaire en ses terres » au Château de Voltaire à Ferney-Voltaire, en collaboration avec le Centre des Monuments Nationaux[22].
- 2021 : « Soyer Père et Fils: Miniaturiste et scientifique au cœur de l'Empire » au musée de l'hôtel abbatial, exposition labellisée "2021 Année Napoléon" par la Fondation Napoléon[23],[24],[25].
- 2021-2022 : « Les Chambres des Merveilles » au musée de l'hôtel abbatial[15], en partenariat avec le Centre des Monuments Nationaux.
- 2022 : « La Cavalerie dans tous ses États: dans la mémoire du général L'Hotte » au musée de l'hôtel abbatial[8].
- 2022-2023 : « Florian, fabulistes » au Château de Voltaire à Ferney-Voltaire, en collaboration avec le Centre des Monuments Nationaux[26],[27].
- 2022-2023 : « Passé, Présent, Futurs : le verre dans tous ses éclats » à Abbaye des Prémontrés de Pont-à-Mousson[28].
- 2023 : « Fantaisie pour un palais », en partenariat avec le Centre des Monuments Nationaux[8].